# Laure Sainclair
Laure Sainclair, pseudonimo di Laurence Fontaine (Rennes, 24 aprile 1972), è un'ex attrice pornografica francese.

## Biografia
Dopo la sua apparizione in un concorso per spogliarellista nel 1995 alla "Adult exhibition" a Rennes, compie alcuni scatti, ma è respinta dalle condizioni di lavoro, e decide di allontanarsi da quel mondo.
Tuttavia incontra successivamente Marc Dorcel che la persuade a cambiare idea, offrendole un contratto esclusivo. Gira 16 film e nel 1996 riceve il premio Hot d'Or come migliore Starlet europea.
Laure Sainclair diventa coprotagonista con Jenna Jameson nel film Wicked Weapons (Persone malvagie). Si è ritirata dal cinema pornografico nel 1999.
In seguito ha tentato di intraprendere la carriera di cantante, interpretando una versione in francese di True degli Spandau Ballet. Ha pure avuto parti in film non pornografici come  Philosophale (2001) o Le temps du RMI (2002) entrambi di Farid Fedger.

## Filmografia
- Le désir dans la peau, regia di Marc Dorcel (1996)
- La princesse et la pute, regia di Marc Dorcel (1996)
- L'ossessione di Laura, regia di Christophe Clark (1996)
- I vizi di un'infermiera, regia di Marc Dorcel (1996)
- Love of Laure, regia di Marc Dorcel (1996)
- Amnesia (1996)
- La ruée vers Laure, regia di Didier Philippe-Gérard (1997)
- Les nuits de la Présidente, regia di Alain Payet (1997)
- Il labirinto, regia di Alain Payet (1997)
- L'indécente aux enfers, regia di Marc Dorcel (1997)
- La febbre di Laura, regia di Serge de Beaurivage (1998)
- L'empreinte du vice, regia di Marc Dorcel (1998)
- L'eredità di Laura, regia di Christophe Clark (1999)